# Wakaazuma Yoshinobu
Fernando Yoshinobu Kuroda (黒田 吉信 フェルナンド, Kuroda Yoshinobu Ferunando) (São Paulo, 21 de abril de 1976), também conhecido como Wakaazuma Yoshinobu (若東 吉信), é um ex-lutador profissional brasileiro de sumô e hoje é dono de restaurantes em São Paulo. Estreando no esporte em setembro de 1991 pelo estábulo Tamanoi, ele alcançou a divisão juryo, a segunda mais alta no sumô em maio de 2001. Seu rank mais alto foi juryo 13. Ele se aposentou do sumô profissional em maio de 2003.

## Início de vida e expêriencia anterior no sumô
Yoshinobu começou a treinar sumô com 4 anos de idade por conta de seu pai que era um treinador de um clube de sumô em São Paulo, e além de sumô ele praticava natação e futebol. Enquanto estava no ensino fundamental, Yoshinobu foi ao Japão treinar no estábulo Fujishima, aonde treinou com lutadores de sumô profissionais. Ele também conheceu o futuro ozeki Tochiazuma, em uma visita deste ao Brasil, aonde viraram amigos. Após conhecer Tochiazuma, Yoshinobu e mais três amigos de seu clube de sumô decidiram ir até o Japão para se tornarem lutadores profissionais de sumô. Além disso, Yoshinobu queria se tornar um lutador profissional de sumô pois seu pai havia tentado se juntar ao sumô profissional, mas não havia passado no teste de novos discípulos por causa de sua baixa estatura.
Em setembro de 1991, Yoshinobu e seus amigos se juntaram oficialmente ao estábulo Tamanoi.

## Carreira
Ao se juntar ao estábulo, Yoshinobu foi dado o shikona (nome de ringue) de "Wakaazuma" (若東) e ele pesava apenas 75kg no seu primeiro torneio. Mesmo assim, Wakaazuma teve um bom desempenho e participou de um play-off para o campeonato da sexta divisão. Sua carreira continuou e ele acabou tendo problemas na terceira divisão makushita aonde ficou pela maioria de sua carreira. Porém, em maio de 2001, depois de 58 torneios, Wakaazuma conseguiu ser promovido à segunda divisão juryo, uma das únicas duas divisões que recebe um salário mensal e é um ponto aonde a maioria dos lutadores não consegue chegar. Wakaazuma foi o terceiro brasileiro na história do sumô a ser promovido à divisão juryo, depois de seus colegas de estábulo e antigos colegas do clube de sumô de São Paulo, Ryudo, em março de 1994, e Kuniazuma, em setembro de 2000.
Porém, no seu torneio de estreia em juryo, Wakaazuma terminou o torneio com um resultado 4-11, um resultado com muito mais derrotas que vitórias, o que o demitiu de volta à divisão não-assalariada makushita.
Wakaazuma continuaria nas divisões mais baixas pelo resto de sua carreira no sumô e após 6 torneios apenas com resultados com mais derrotas que vitórias e lesões nos joelhos, ele decidiu se aposentar da competição e retornou ao Brasil.

## Aposentadoria
Mesmo após se aposentar do sumô, Yoshinobu continuou treinando sumô e é sensei da Associação de Sumô de São Paulo. Além disso, Yoshinobu abriu vários restaurantes em São Paulo, entre eles o Izakaya Kuroda e o Kinboshi Karaokê.
Yoshinobu também ajudou a treinar o futuro sekiwake Kaisei nos clubes de sumô de São Paulo e o ajudou a se tornar um lutador de sumô profissional, o ajudando a entrar no estábulo Tomozuna.

## Estilo de luta
Wakaazuma era um lutador que preferia lutar no mawashi de seus oponentes, estilo conhecido como yotsu-sumo, ao invés de técnicas de empurrar sem segurar no mawashi. Ele se especializava em kuisagari, uma técnica usada por lutadores mais baixos que envolve empurrar sua própria cabeça no peito de seus oponentes enquanto empurra a parte frontal do mawashi. Suas técnicas finalizadoras ou kimarite mais comuns eram yori-kiri (forçar para fora), oshi-dashi (empurrar para fora) e shitatenage (arremesso por baixo do braço).